# Great Falls (Virgínia)
Great Falls é uma Região censo-designada localizada no estado norte-americano da Virgínia, no Condado de Fairfax.

## Demografia
Segundo o Censo dos Estados Unidos de 2010, a sua população era de 15427 habitantes.

## Geografia
De acordo com o United States Census Bureau tem uma área de 46,4 km², dos quais 46,3 km² cobertos por terra e 0,1 km² cobertos por água.

## Localidades na vizinhança
O diagrama seguinte representa as localidades num raio de 12 km ao redor de Great Falls.